# Caso Omar Raddad

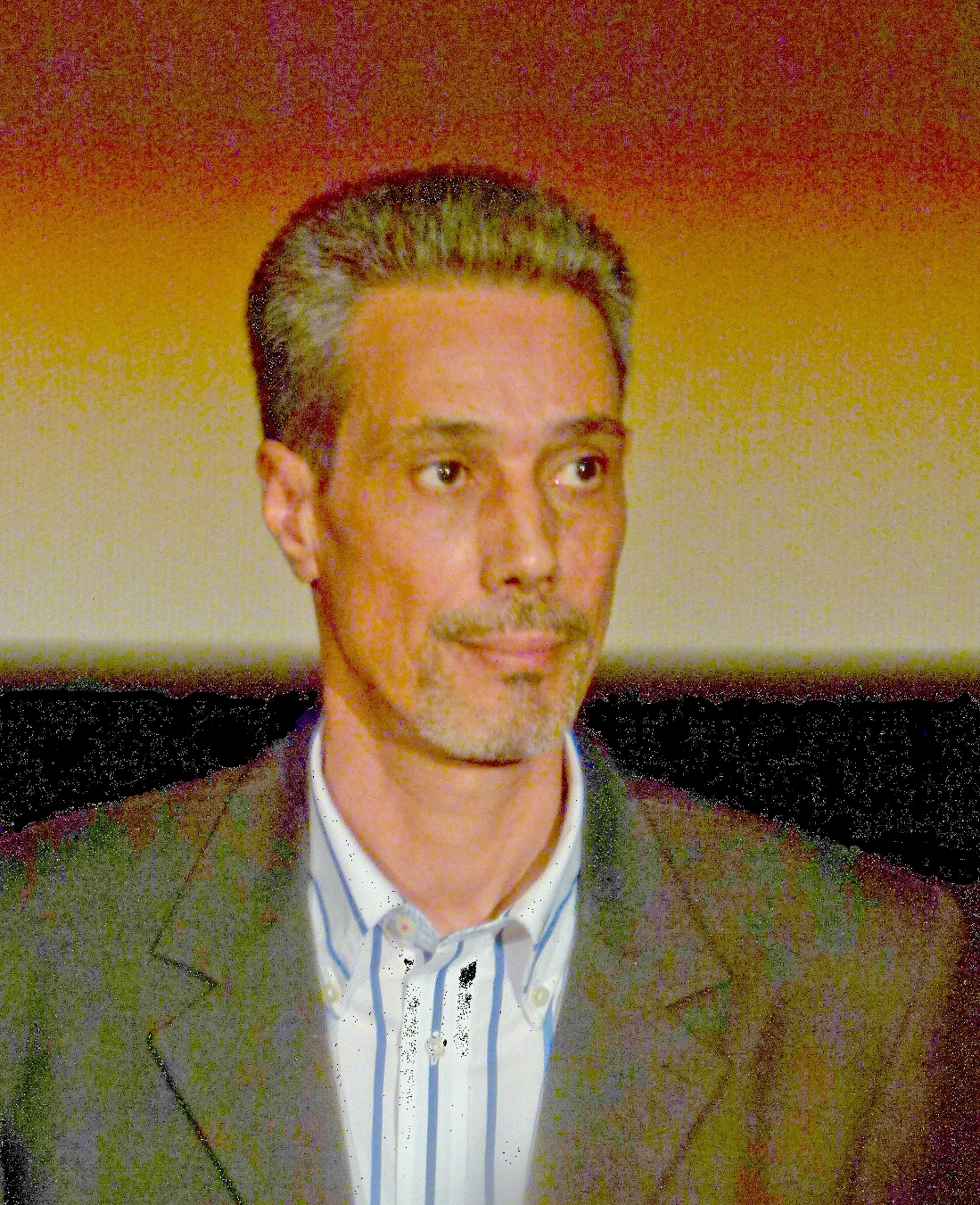

Il caso Omar Raddad è un famoso fatto di cronaca avvenuto in Francia, nel 1991. Ghislaine Marchal venne ritrovata morta assassinata nei sotterranei della sua villa a Mougins in Costa Azzurra e venne accusato dell'omicidio il giardiniere marocchino, Omar Raddad, che venne arrestato, processato e poi condannato nel 1994 a 18 anni di carcere; Raddad, che ha sempre sostenuto la sua innocenza, ricevette nel 1996 una grazia parziale dal presidente francese Jacques Chirac su richiesta del re marocchino Hassan II, che ridusse la pena a quattro anni e otto mesi, venendo scarcerato nel 1998 ma senza essere dichiarato innocente.
La frase, ortograficamente sbagliata, "Omar m'a tuer" ("Omar mi ha ucciso"), trovata scritta con il sangue sulla scena del crimine, è diventata una frase ampiamente utilizzata nella società francese negli anni novanta. L'ultima parola della frase conteneva un errore grammaticale; in francese corretto sarebbe dovuta essere: "Omar m'a tuée". Nonostante gli scettici della colpevolezza di Raddad sostennero che era uno strano errore se scritto da un madrelingua francese, durante le indagini il medesimo errore emerse in altri scritti della contessa. Al caso è stato dedicato il film del 2011 Omar m'a tuer di Roschdy Zem.

## L'omicidio
Nata Ghislaine de Renty, Ghislaine Marchal era la figlia di un industriale impegnato nella Resistenza durante la Seconda Guerra Mondiale e morto durante la deportazione; divorziata dal primo marito, dal quale aveva avuto un figlio, nel 1991 era la ricca vedova di Jean-Pierre Marchal, titolare di una famosa azienda che forniva attrezzature per automobili, e cognata del presidente del Consiglio dell'Ordine degli avvocati di Parigi, Bernard de Bigault du Granrut. Divideva il suo tempo tra la sua casa principale in Svizzera e la sua villa La Chamade, che aveva costruito sulle colline di Mougins.
Domenica 23 giugno 1991, intorno alle 11:48, la donna, appena uscita dalla doccia, stava parlando al telefono con la sua amica Erika S.; aveva programmato che la sua amica sarebbe venuta a pranzo a La Chamade lunedì mattina; Ghislaine Marchal le disse che aveva fretta perché doveva prepararsi per pranzare a casa dei suoi amici, il signore e la signora K., alle 13:00. Terminarono la loro conversazione alle 11:50. Questa sarà l'ultima volta che la sua voce sarà ascoltata da chi la conosceva.
Sorprese che non fosse ancora arrivata, le sue amiche la chiamarono invano più volte dalle 13:30 in poi; intorno alle 18:00, Colette K. andò a La Chamade e suonò invano al campanello e nessuno rispose a un'altra telefonata che venne fatta quella sera. 
Lunedì 24 giugno, Erika S. arrivò alle 11:30 come previsto; suonò e chiamò diverse volte inutilmente e, allertata dalla signora Erika S. e dalla signora Colette K., una terza amica, Francine P., inviò a casa nel primo pomeriggio un dipendente della società di sicurezza. La casa, buia e silenziosa, non mostrava traccia di effrazione, le persiane erano state tirate su solo nella camera da letto; sul letto sfatto c'erano dei bicchieri e un diario; il vassoio della colazione era in cucina. Le chiavi erano nella porta, che era rimasta aperta, l'allarme non era stato attivato; l'impiegata della società di sicurezza tornò con Francine P. e la sua assistente e poi furono raggiunti dal medico di Ghislaine Marchal. Trovarono i gioielli, una borsa a mano aperta, che non conteneva contanti, ma nessuna traccia del proprietario.
La sera del 24 giugno 1991 la polizia, allertata, arrivò alla villa e dopo aver perquisito la casa passarono alla cantina che trovarono chiusa a chiave; riuscirono poi a sbloccare la porta che però non si apriva comunque per più di 2 cm a causa di un letto pieghevole era stato posizionato contro la porta all'interno e da un tubo metallico, posto a terra perpendicolarmente alla porta che venne forzata ulteriormente e infine si riuscì a entrare. Nel gennaio 1992, gli investigatori notano che "la pressione sulla porta ha fatto muovere il tubo, lasciando un'impronta semicircolare sul pavimento di cemento". Qui venne ritorvato i cadavere di Ghislaine Marchal, a faccia in giù, le gambe puntate verso il muro, le braccia tese a terra davanti a lei, vestita solo con un accappatoio macchiato di sangue tirato fino alla vita.

## Le indagini
Le prime osservazioni del medico la sera del 24 e l'autopsia del 28 giugno rivelarono lesioni gravi: 5 violenti colpi alla testa, eseguiti con una trave, ''per ucciderla e non per metterla KO'' che causarono tagli aperti sulla testa ed edema cerebrale, un taglio a forma di V sulla gola, che ha mancato la trachea e le grandi arterie del collo; dieci tagli sul torace e sull'addome, causati da una ''lama affusolata a doppio filo'' lunga da 15 a 20 cm e larga al massimo 2 cm, che ha provocato uno sventramento e tre tagli al fegato; due nella coscia sinistra, una delle quali produceva un sottile rivolo di sangue perpendicolare all'asse della gamba; la vittima giaceva così a terra immobile dopo aver subito questa lesione, almeno per il tempo necessario alla coagulazione del sangue, circa 7 minuti. Lesioni e fratture delle mani, una falange quasi strappata, suggerivano che avesse cercato di proteggersi portando le mani al viso, diversi graffi sulle braccia e sulle gambe, in particolare sulla pianta dei piedi e sul retro delle ginocchia, così come tracce di polvere e cemento sulla sua veste facevano pensare che la vittima fosse stata trascinata a terra.
Gli esperti forensi fecero notare che non era stato possibile determinare l'ordine in cui i colpi erano stati inferti. Nessun colpo fu immediatamente fatale, ma lo divennero dopo circa 15-30 minuti di agonia. Il capitano Georges Cenci osservò che l'assassino sembrava "determinato, ma anche goffo nei movimenti".
Il dottor Jean Pagliuzza, medico legale, interpellato dagli avvocati difensori, accettò di dare dei suggerimenti alla giornalista Eve Livet dopo la condanna del giardiniere. Pensava che l'omicidio potesse essere avvenuto in una rapida sequenza di soli 3-4 minuti. In questo tipo di attacco, i primi colpi hanno l'intenzione di neutralizzare la vittima stordendola. Dopo questo, seguono, molto rapidamente, i colpi sferrati con un'arma bianca. "Tenendo conto della forza dei colpi, il suo aggressore era un uomo [...] era mancino". Indicò che il colpo più basso era stato il primo ad essere inferto. "La lama colpiva sempre più in alto quanto più la vittima crollava". La ferita a forma di V sul collo "si riscontra spesso in questo tipo di omicidio" a causa del movimento laterale della testa, che cerca di sfuggire ai colpi al collo. L'esperto precisò che l'aggressore doveva essersi sicuramente sporcato di sangue. Dato il modo in cui il sangue scorreva in seguito a ciò, stimava che la vittima non si fosse mai alzata; e che fosse morta "rapidamente per sanguinamento". Se si fosse alzata in piedi, l'emorragia del fegato avrebbe riempito la cavità addominale, cosa che non era stata osservata dagli scienziati forensi.
Scoperta della scritta ''Omar mi ha ucciso''
La porta metallica della cantina si apriva su un corridoio. A sinistra "Omar m'a tuer" era stato scritto col sangue, in lettere ben formate, un metro sopra il livello del suolo, su una porta bianca chiusa a chiave che conduceva alla cantina. Sotto l'iscrizione era visibile una traccia sanguinolenta. Davanti alla porta metallica, in fondo al vano principale, sulla porta del locale caldaia era riscritta parzialmente la frase: "Omar m'a t". Questa "seconda iscrizione", come la chiamarono gli inquirenti, più bassa della prima, era appena leggibile. Si trovava sul lato della porta del locale caldaia, ma poiché la porta era bloccata, si trovava di fronte all'ingresso del locale e non al locale caldaia, dove si trova il corpo.
L'arresto del giardiniere
Il giorno dopo il ritrovamento del corpo venne arrestato il giardiniere della donna, Omar Raddad.

## Il processo
Il processo iniziò nel 1994 e Raddad venne difeso dall'avvocato Jacques Vergès; nonostante l'assenza di prove materiali, per l'accusa Omar Raddad aveva chiesto un anticipo dello stipendio alla signora per pagare dei debiti di gioco e, al suo rifiuto, avrebbe perso il controllo uccidendola e derubandola del denaro nella borsa che era poi stata ritrovata vuota nella camera da letto. Inoltre, prima di morire la signora sarebbe riuscita a rifugiarsi nella cantina e a fare le scritte che indicavano il suo agressore; a supporto vennero portate due perizie grafologiche che stabilirono che le due scritte erano opera della vittima e che, inoltre, l'errore ortografico era già stato fatto in precedenza in alcuni altri scritti della signora.
Per la difesa invece il vero assassino dopo essere penetrato nella proprietà, trascinò la donna nella cantina costringendola a fare le scritte dopo averla colpita. Inoltre la presenza di una borsa vuota non poteva essere considerata la prova di un furto e inoltre non mancava niente di valore e non c'erano tracce del DNA di Raddad e nemmeno delle sue impronte digitali sulla scena del crimine e non furono trovate tracce di sangue sui suoi vestiti.
Omar Raddad venne condannato nel 1994 a 18 anni di carcere; venne poi graziato dal 1996 dall'allora presidente Jacques Chirac su richiesta del re del Marocco e venne scarcerato nel 1998 senza però essere riconosciuto innocente.
Dopo il rilascio vennero presentate diverse richieste di revisione della condanna. Nel 1999 nuove perizie rivelarono che le scritte erano state fatte con il sangue della vittima mescolato a del sangue maschile che comunque non era quello di Raddad il quale non presente da nessuna parte; la richiesta di revisione venne rifiutata nel 2002 in quanto per la corte il sangue poteva essere stato lasciato prima, dopo o durante l’omicidio. Nel 2011 vennero fatte nuove perizie sulle tracce di sangue che non portarono a nulla; grazie a una modifica legislativa del 2014 sulla revisione dei processi fu possibile eseguire nuove analisi. Nuove tecniche di analisi del DNA hanno permesso nel 2015 di scoprire tracce di quattro uomini non identificati sulla scena del delitto.
Nel 2021 venne richiesta una nuova revisione del processo.
Nell'ottobre 2022 la commissione investigativa ha respinto la richiesta di Omar Raddad di revisione del processo..

## Influenza culturale
- Al caso è stato dedicato il film del 2011 Omar m'a tuer di Roschdy Zem.[7]